# Ян Юнь (гімнастка)
Ян Юнь (кит.: 杨云, 2 березня 1984, Чжучжоу) — китайська гімнастка, призерка Олімпійських ігор.
Ян Юнь — дружина Ян Вей, гімнаста, олімпійського чемпіона.

## Біографічні дані
На Олімпіаді 2000 Ян Юнь завоювала бронзову медаль у вправах на брусах. Також зайняла 8-е місце — у вправах на колоді, 33-е — в опорному стрибку та 5-е — у вільних вправах.
В індивідуальному заліку вона претендувала на золоту медаль, але зайняла лише 5-е місце через падіння при виконанні вправ на колоді. Її оцінка за цей виступ була знижена на півбала, а від румунки Сімони Аманар, яка стала чемпіонкою, Ян Юнь відстала на 0,377 бала.
Вона претендувала на бронзову медаль з командою Китаю на Олімпійських іграх, але була позбавлена медалі, коли виявилося, що було підроблено справжній вік іншої китайської гімнастки Донг Фаньсяо. У квітні 2010 року Міжнародний олімпійський комітет позбавив олімпійську збірну Китаю з гімнастики 2000 року бронзової медалі у командному заліку.